# Magyarország vasúti közlekedése

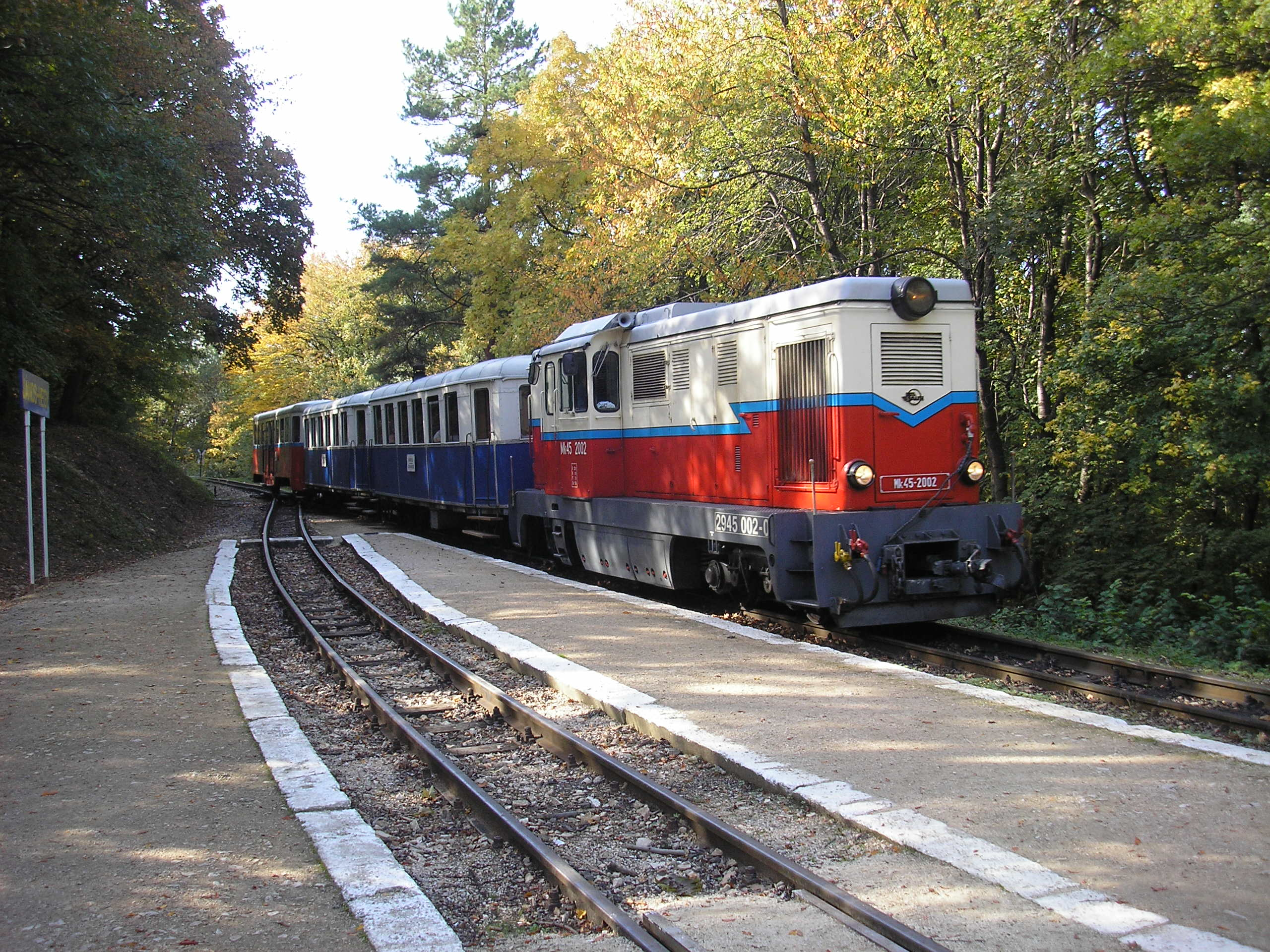
A Budapesti Gyermekvasút

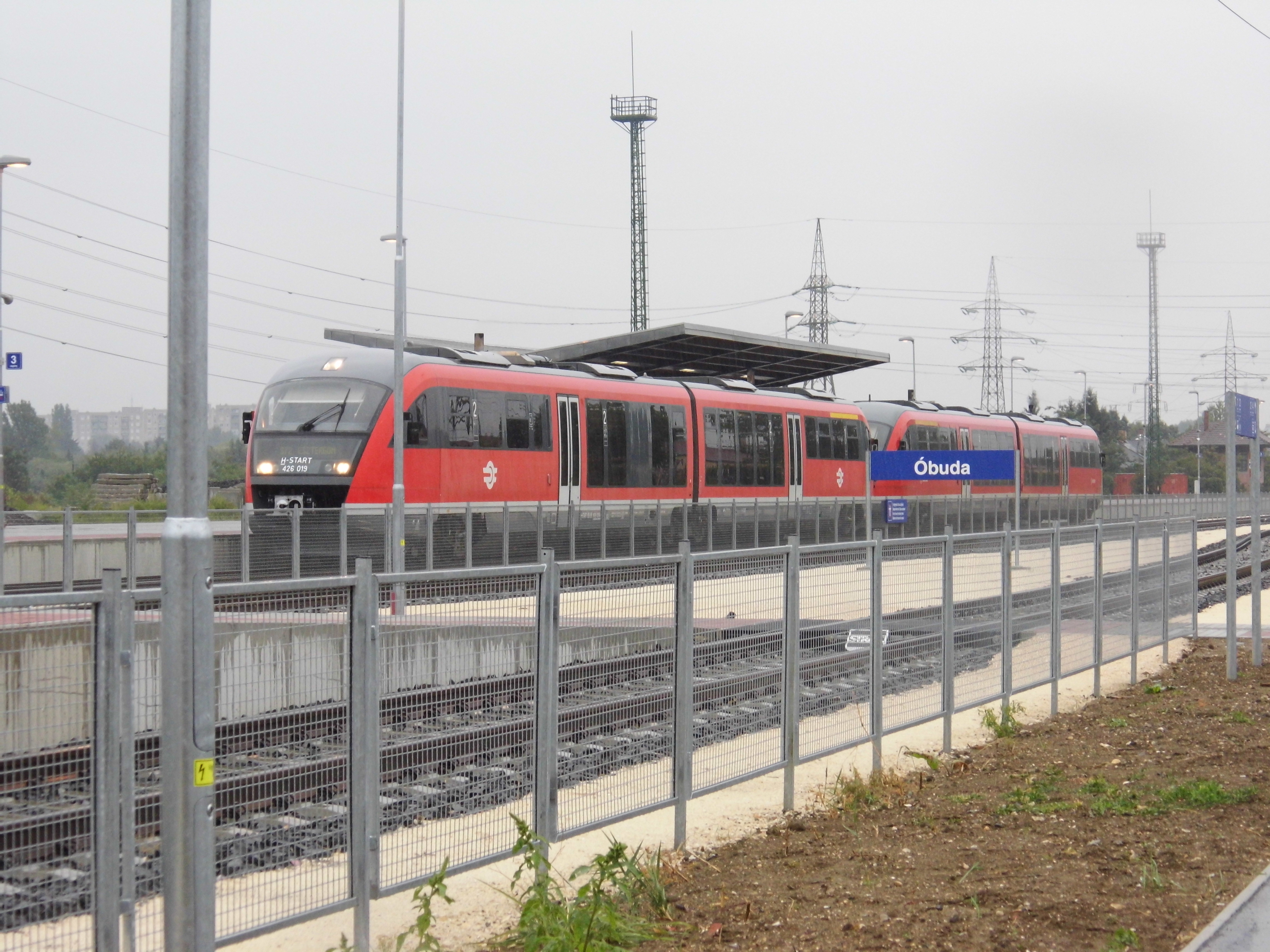
MÁV Siemens Desiro Óbuda állomáson

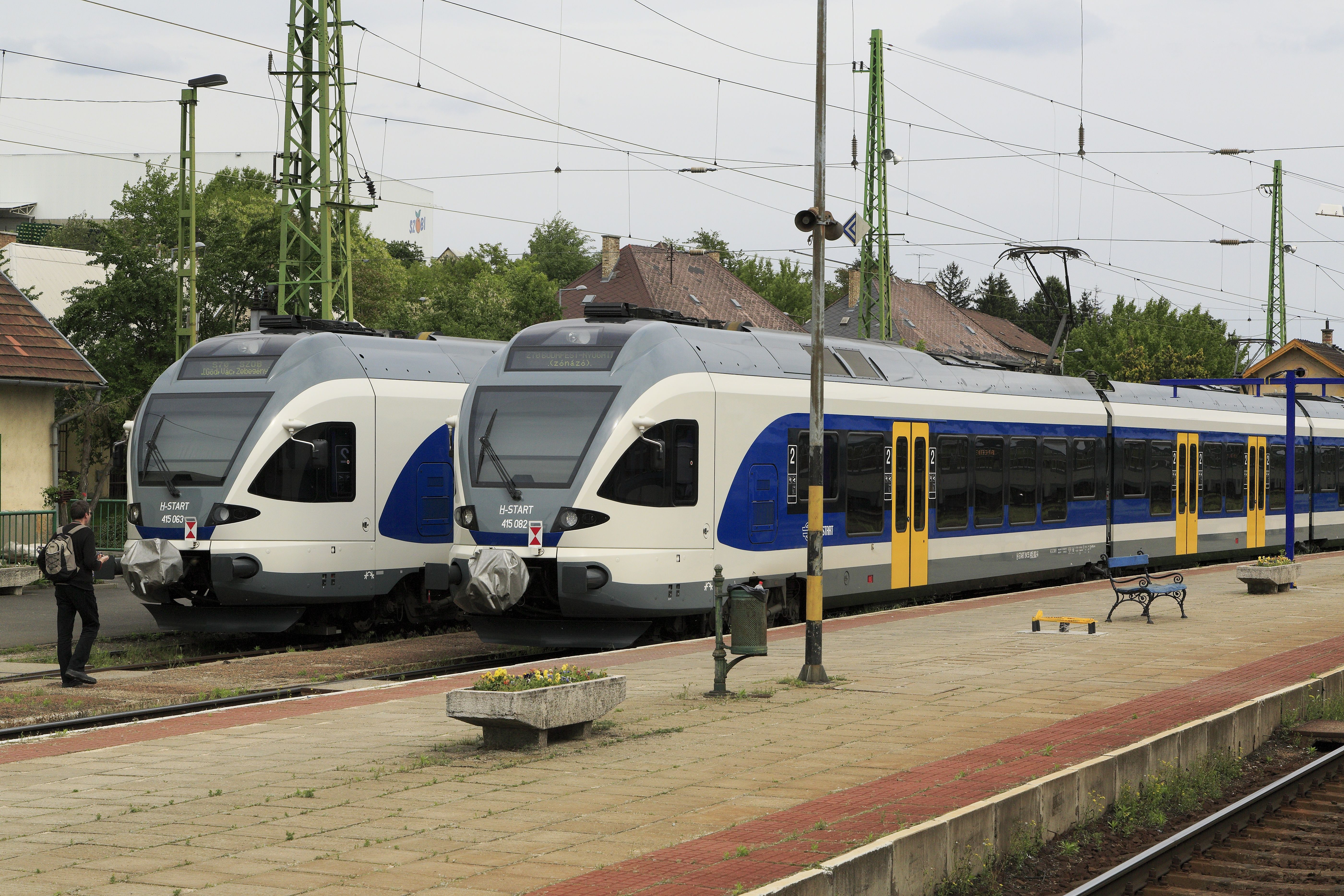
Stadler FLIRT villamos motorvonatok Szobon

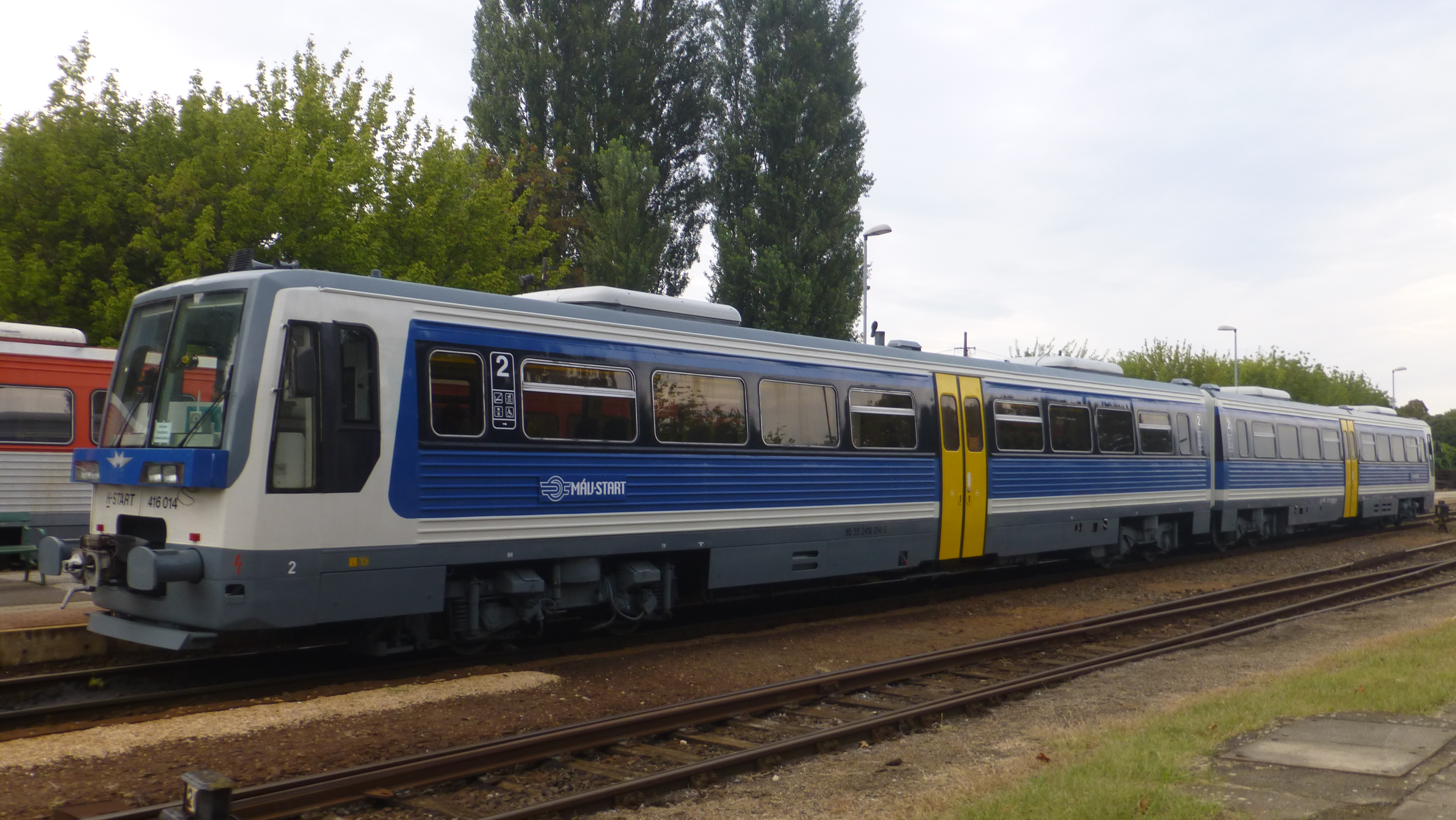
Személyvonat Szeged-Rókus állomáson

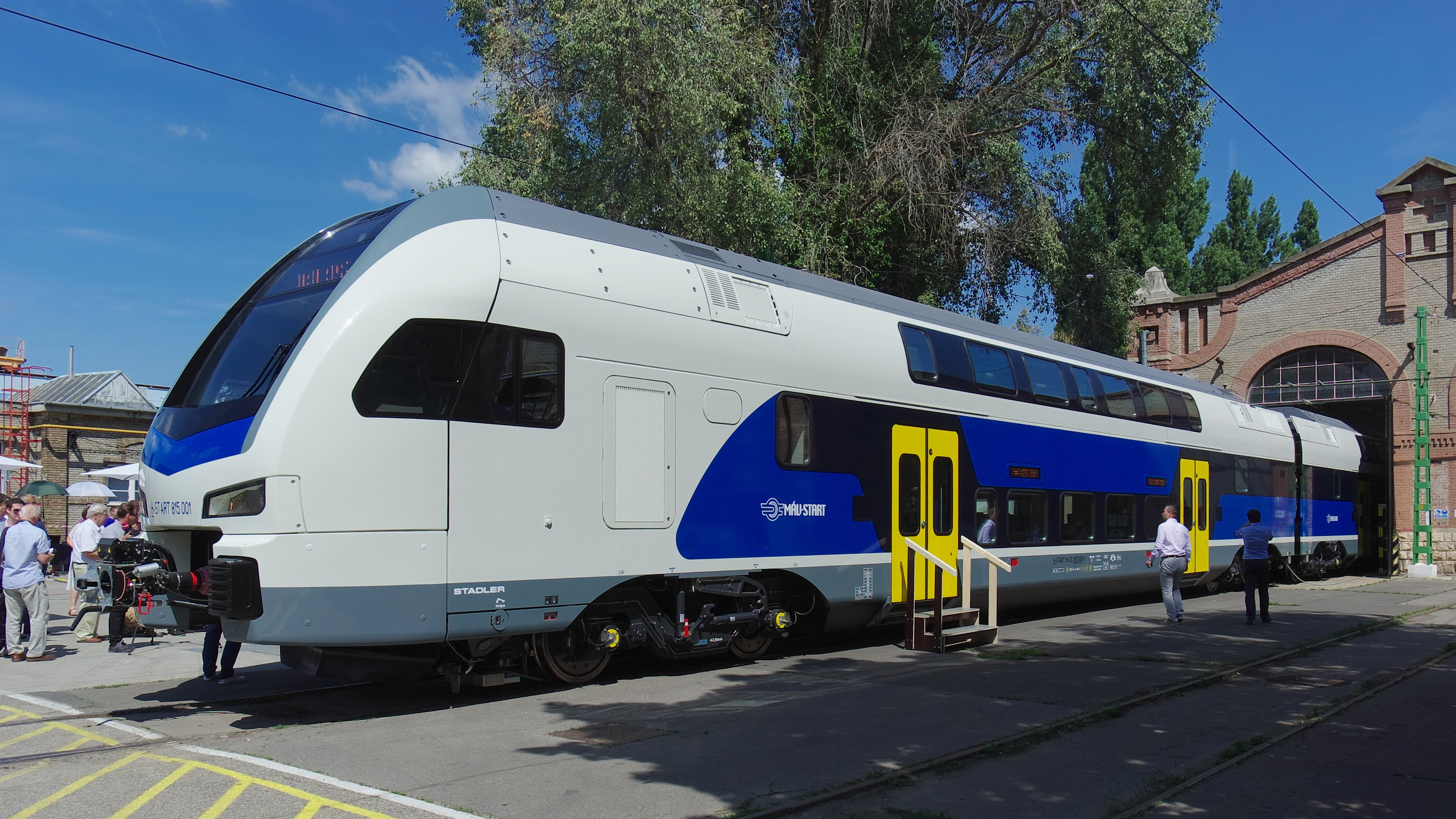
Új Stadler Kiss emeletes motorvonatok Dunakeszin. A MÁV 40 szerelvényt rendelt 2021-ig

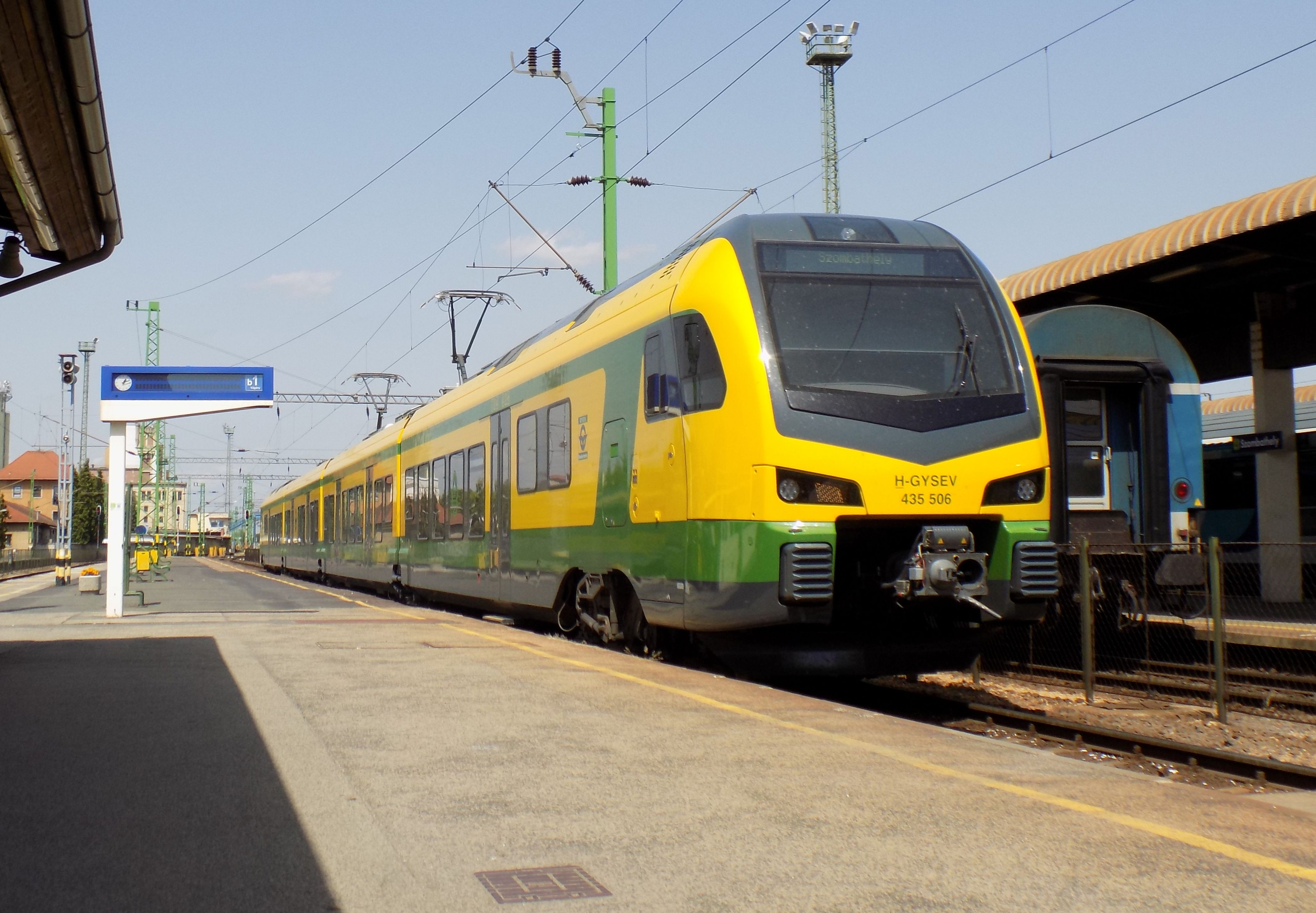
GYSEV FLIRT 3-asa Szombathelyen

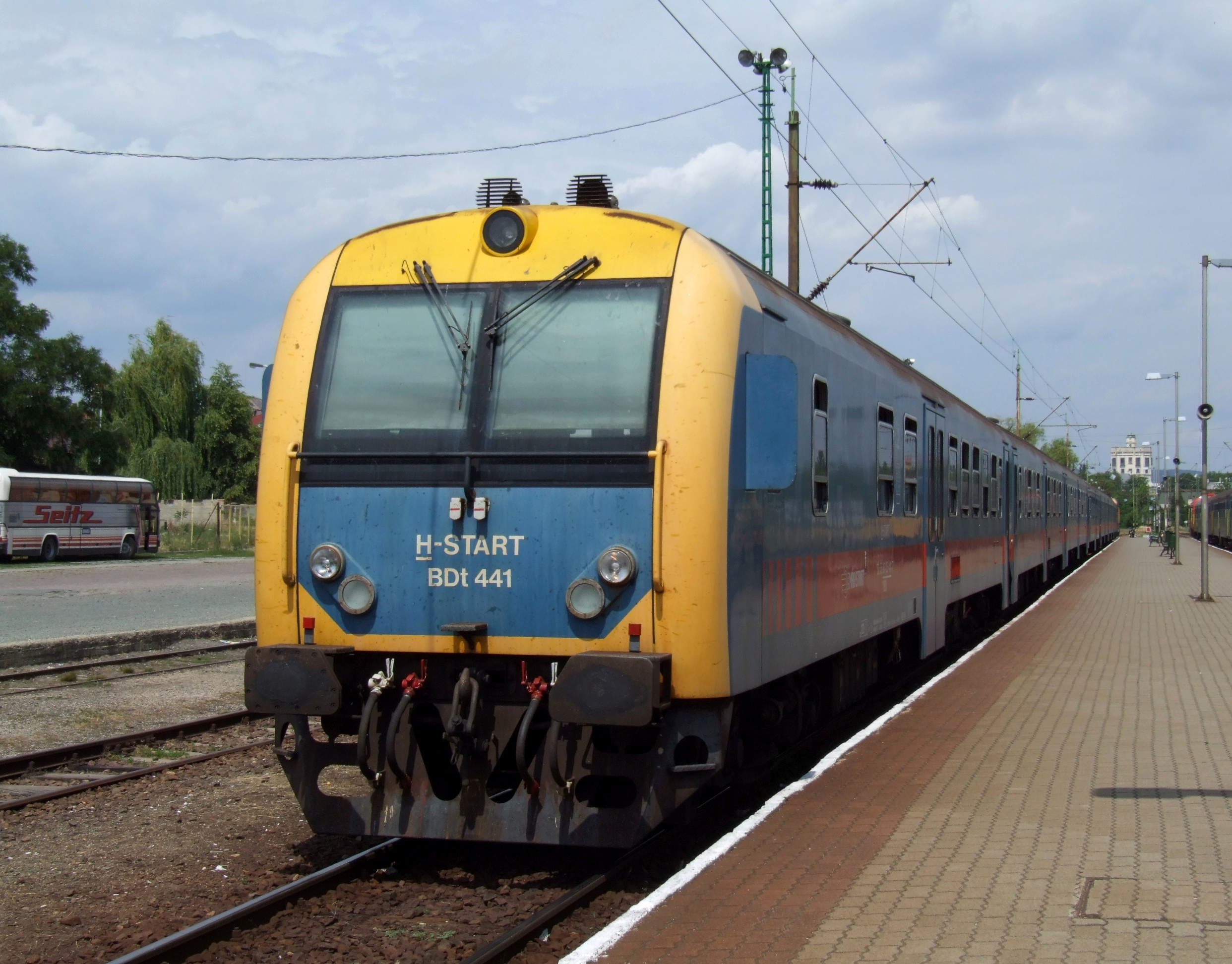
MÁV “Fecske” gyorsvonat

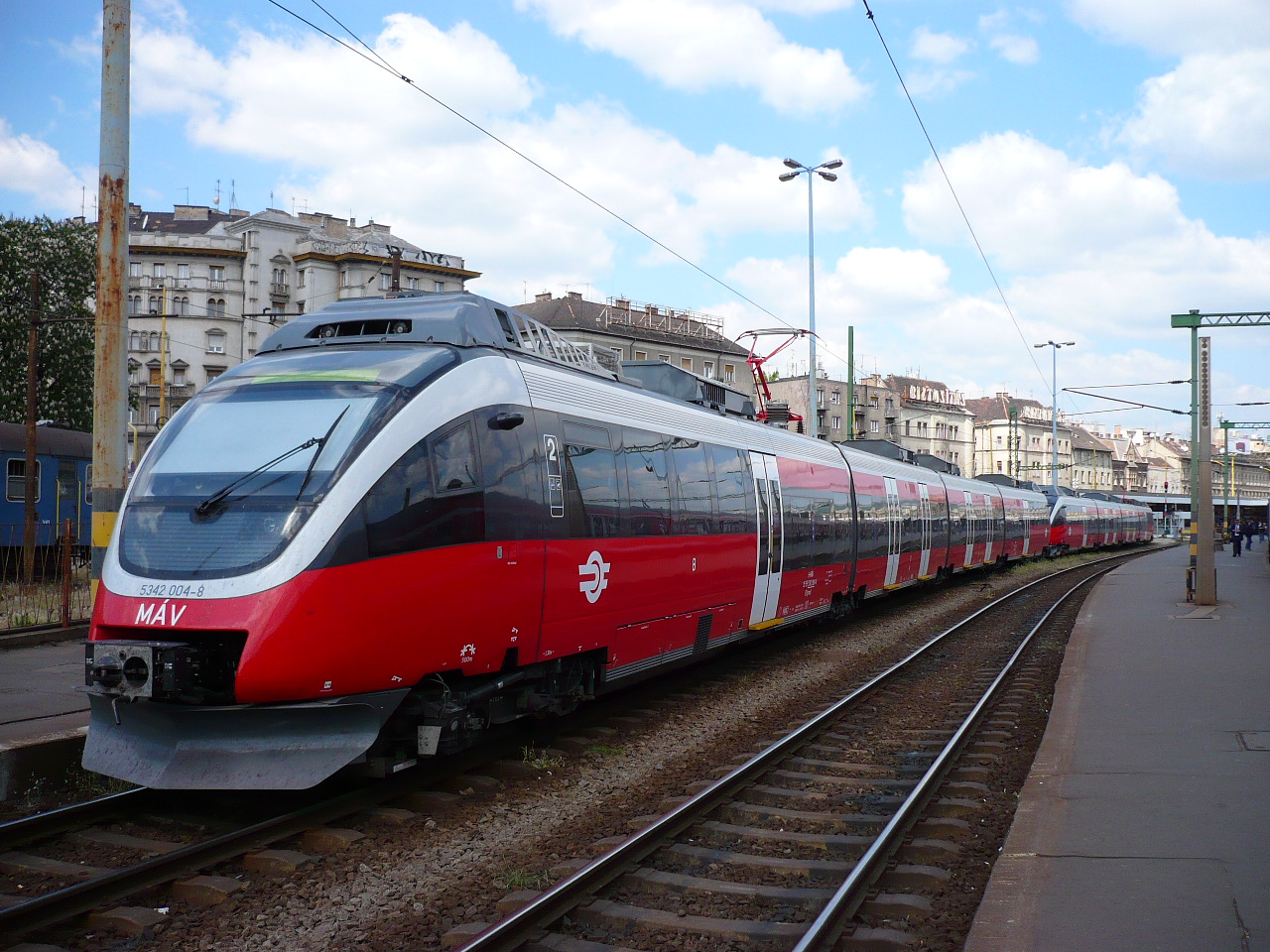
Bombardier Talent EuroRegio motorvonat Budapest, Déli pályaudvaron

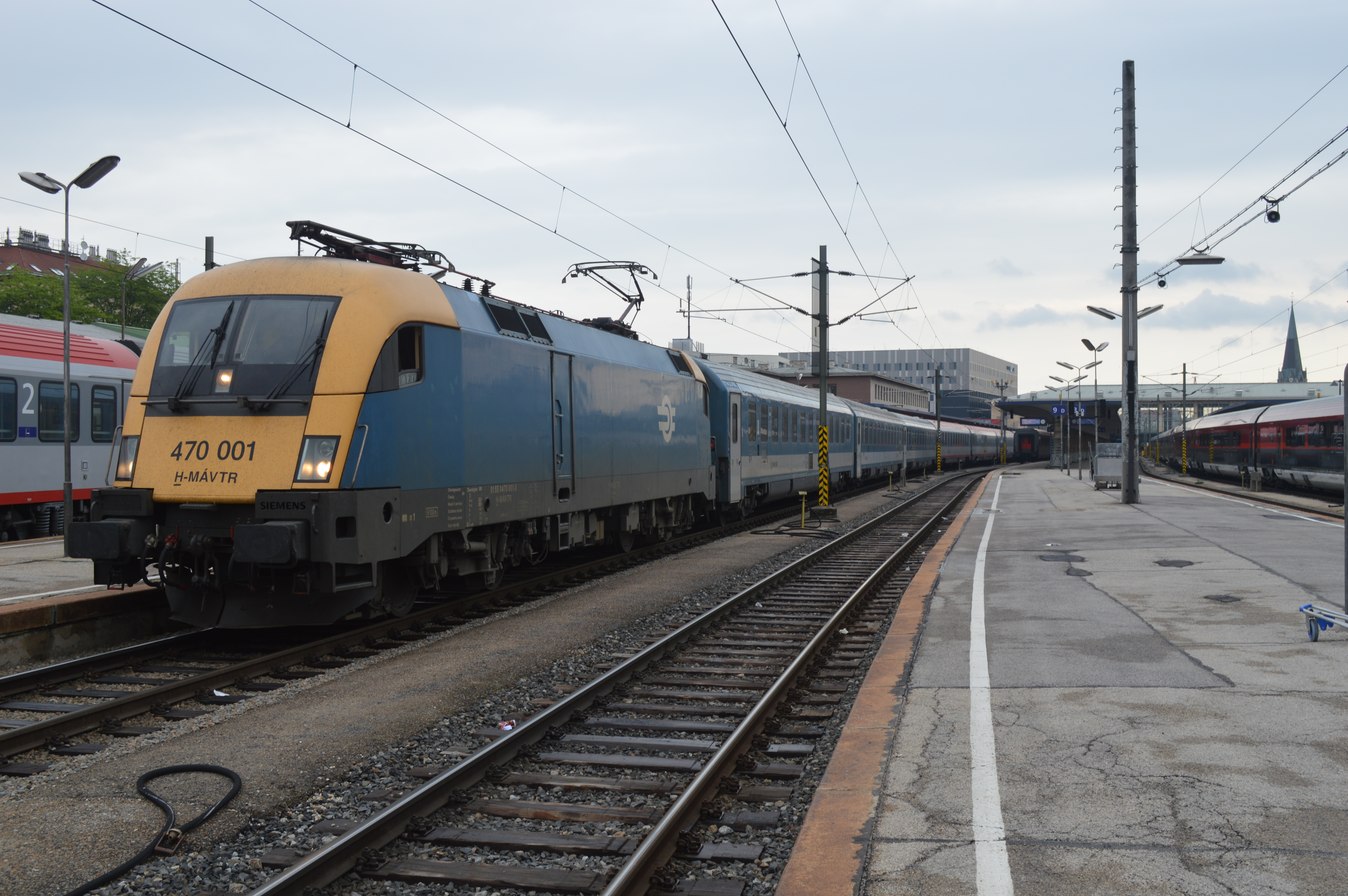
MÁV EuroCity Bécs, Westbahnhofnál

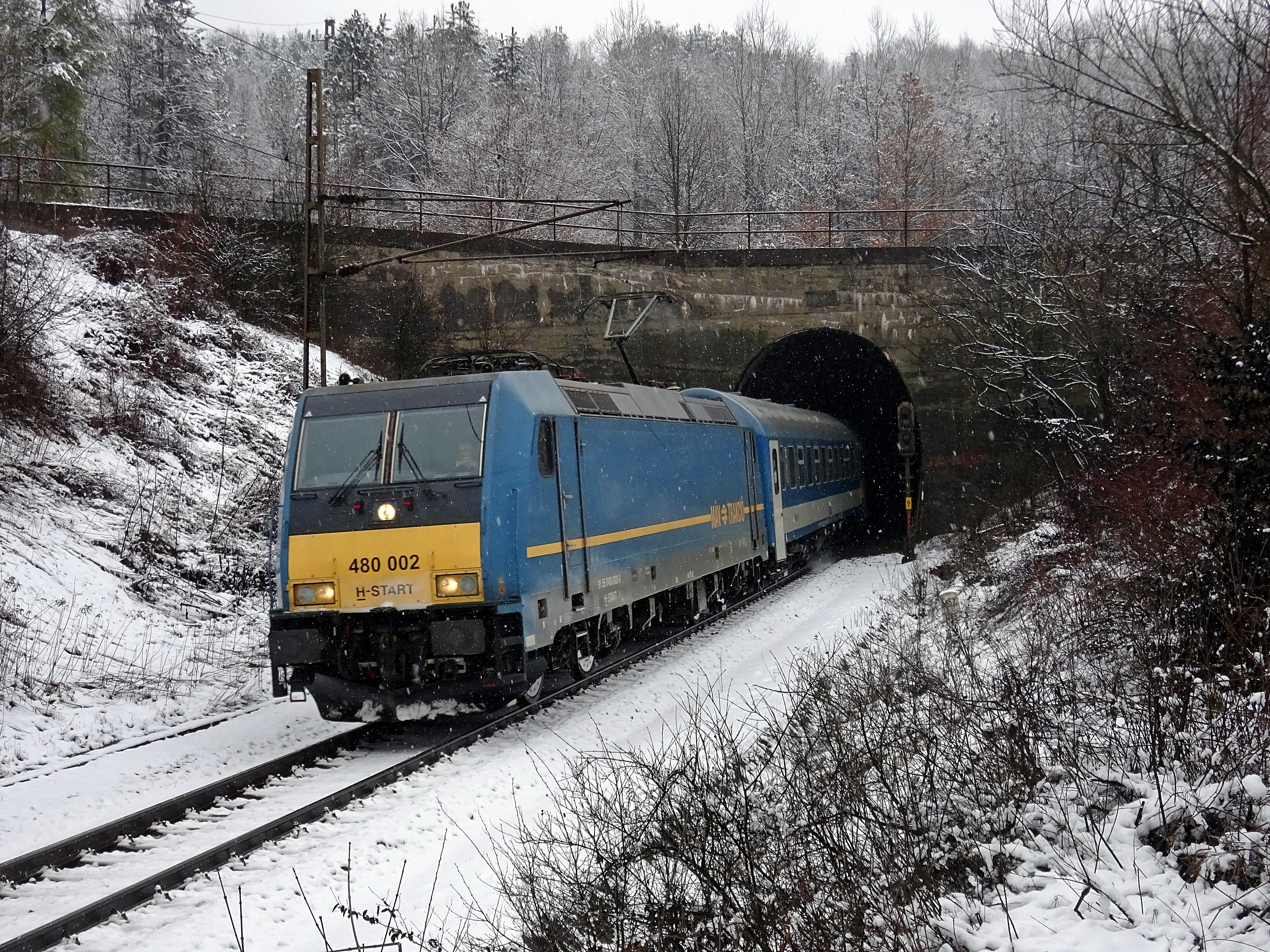
MÁV TRAXX mozdony halad Pécs felé

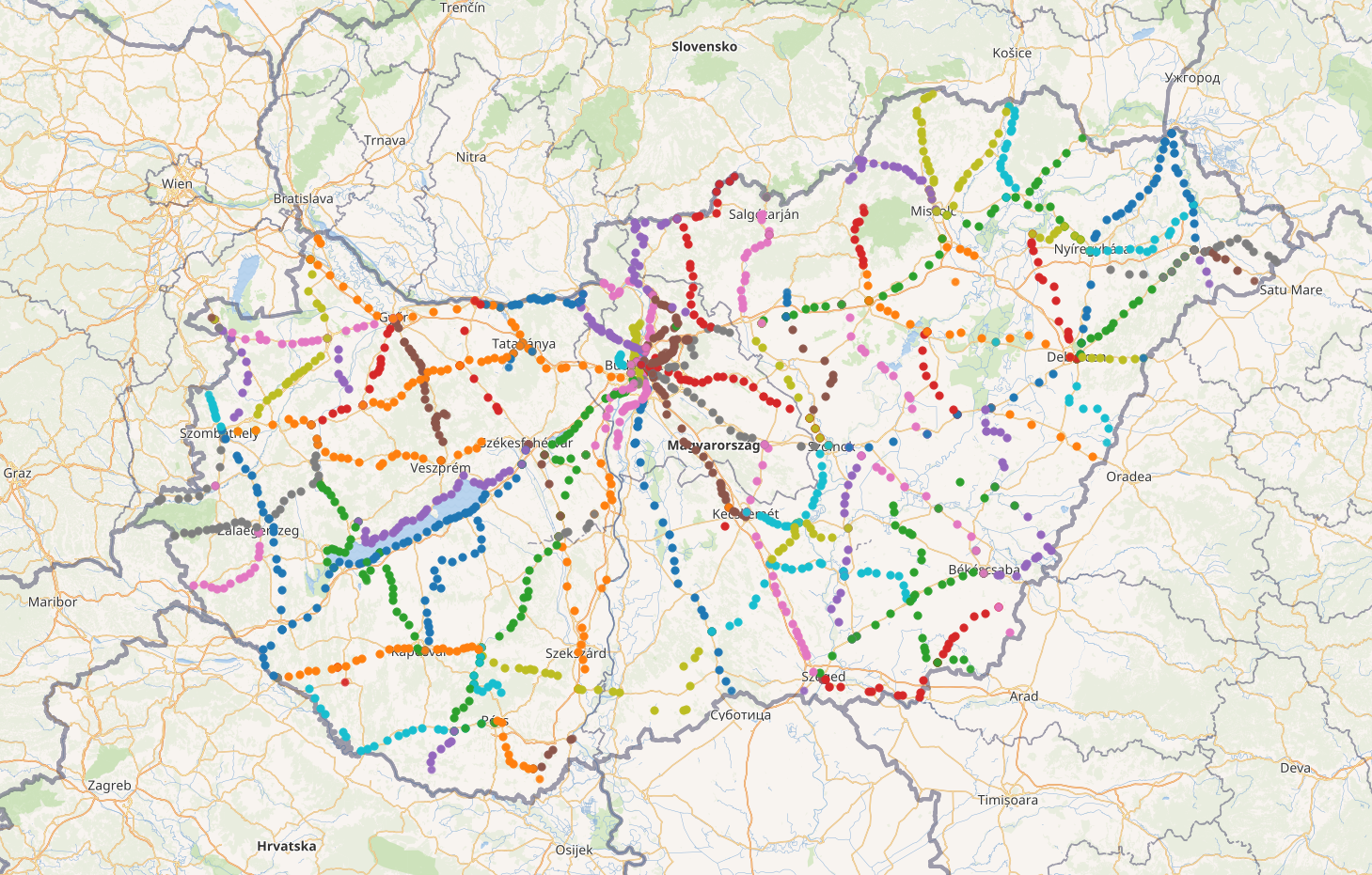
Magyarország vasútállomásai és vasúti megállóhelyei

Magyarország vasúti közlekedése magában foglalja az országos és a lokális, illetve városi vasúti infrastruktúrát és szolgáltatásokat. Ez utóbbiak, például villamos, helyiérdekű vasút stb. általában a helyi önkormányzatok tulajdonában vannak.
A szócikk az országos, állami fenntartású vasúti hálózatot tárgyalja. Magyarország vasútvonalai fontos átmenő forgalmat bonyolítanak le mind észak–déli, mind kelet–nyugati irányban. Az ország kis mérete ellenére hét országgal is szomszédos, valamennyivel van vasúti kapcsolata. A 8057 km hosszú hálózat viszonylag elavult, egyes helyeken igen sok a sebességkorlátozás. A kétvágányú vonalak és a villamosított vonalak aránya alacsony. A járműállomány elöregedett, átlagéletkoruk meghaladja a 40-50 évet. A fejlesztés csak lassan halad, nem tart lépést az amortizációval. Az gyorsforgalmi közúthálózat fejlesztése előnyben részesül az elavult, ugyanakkor sűrű vasúthálózathoz képest.

## Történelem

### Vonalbezárások

#### 2007
2007. március 4-től a MÁV megszüntette a személyszállítást 14 vasútvonalon és vonalszakaszon, 478 kilométeren. A személyszállító vonatok leállítása után néhány vonalon a teherszállítás folytatódott. Alig egy hónap múlva a MÁV vonatpótló autóbuszokkal kiszolgált vonalain is a helyi volán társaságok vették át a személyszállítást.

#### 2009
2009. december 13-i menetrendváltással a MÁV megszüntette a személyszállítást 24 vasútvonalon és vonalszakaszon, mintegy 800 kilométeren.
A vonalak megszüntetésével évi 7 milliárd forint megtakarítást remélt a Bajnai-kormány. A személyforgalom leállítása után egyes vonalakon a teherforgalom megmaradt, majd 2010. július 4-én négy vonalat a második Orbán-kormány újranyitott. 2010. december 6-án további bezárt vonalak újranyitása is várható volt.

#### 2012
2012. április 15-i menetrendváltással a második Orbán-kormány javaslatára a MÁV végrehajtotta története legnagyobb járatritkítását, a korábbiakhoz képest naponta összesen mintegy 410 személyszállító vonat állt le. Noha egyetlen vonalat sem zártak be, 54 vasútvonalon lépett életbe menetrendszűkítés, 15 mellékvonalon csak formálisan maradt meg a vasút: ezeken a vonalakon egy-egy reggeli és esti vonat közlekedik. (Ezt a vasutas szaknyelv alibimenetrendnek nevezi.) A korábbi vonalbezárásokhoz hasonlóan a Nemzeti Fejlesztési Minisztérium a drasztikus lépéstől 2012-ben 8, utána 12 milliárd forintos megtakarítást vár. Vasúti szakemberek ennek ellenére észszerűtlennek tartják a kiadások ilyen mértékű csökkenését, ugyanis a vasút fenntartási költségei, melyek az összkiadások jelentős részét teszik ki, fix költségek, a járatritkítások pedig kizárólag a változó költségeket befolyásolják.
A változások jelentős társadalmi elégedetlenséget váltottak ki az országban, ugyanis a Bajnai-kormány idején, 2009-ben történt járatritkítások legnagyobb ellenzője annak idején a Fidesz volt.

#### 2015
2015 novemberében a Szeged-Röszke vasútvonalon szűnt meg a személyszállítás, a migrációs válság, és az ennek következtében Szabadka irányába megszűnő határforgalom okozta drasztikus utasszámcsökkenés miatt.

#### 2023
2023. augusztus 1-jével tíz vasútvonalon szűnt meg a személyszállítás a Lázár János vezette Építési és Közlekedési Minisztérium döntése alapján.

### A magyar vasúti liberalizáció
Magyarország 1993-ban fogadta el vasúti törvényét. Ez semmiféle összhangban nincs az 1991-es, az Európai Közösség által kiadott irányelvvel. Csupán 2003-ra sikerült szétválasztani a vasutat kereskedő és pályavasútra, ez is pusztán számvitelileg sikerült. A kapacitás elosztó szervezet felállítására is csak 2004-ben került sor, annak tevékenysége nem igazán érzékelhető, de honlapja már van.
A hazai vasúti liberalizáció az olasszal állítható párhuzamba, mely sok hasonló gonddal küzd. A MÁV az olasz vasúthoz hasonlóan visszaél azzal, hogy a szakszemélyzet képzése, az eszközök egésze az ő kezében van, ráadásul árufuvarozási üzletága hosszú távú szerződéseket kötött a főbb partnereivel. A MÁV semmiféle együttműködésre sem hajlandó az újonnan érkezettekkel, noha az idős és rossz állapotú vontató és vontatott járművei, a rugalmatlan szervezete miatt egy-egy cukorrépa- vagy gabonaszállítási kampány már meghaladja a cég képességeit, amely a vasúti teherszállítás fejlődésének komoly korlátja.
Noha már történtek próbálkozások a magántársaságok részéről vasúti tevékenység folytatására, azok sokáig a hatósági bürokrácia útvesztőiben rendre elvéreztek. Az engedélyeztetés technikai részét 2006. január 1. és 2008. július 1. között egyébként az elvben független Magyar Vasúti Hivatal végezte.
A magyar piac „duopol”. A MÁV mellett – történelmi okokból – egy kisebb államvasút is van, a GYSEV. Ez 61%-ban a magyar, 33,3%-ban az osztrák állam tulajdonában áll. A Győr–Sopron–Ebenfurt törzsvonal mellett átvette, felújította és villamosította Sopron–Szombathely vasútvonalat, továbbá a Fertőszentmiklós-Nezsider-vonalon megbízás alapján közlekedteti a vonatokat. A Szombathely–Körmend–Szentgotthárd vasútvonalat is 2006 decemberében átvette a MÁV-tól. A terjeszkedése folyamatosnak látszik.

## Magyarország vasúti helyzete

Magyarország villamosított vasútvonalai 2016-ban

Különös sajátossága a magyar hálózatnak a személyszállítás piacán a vasút valaha volt magas teljesítménye. Ellentétben a többi kelet-közép-európai országgal, az elmúlt években itt nem esett vissza az utasok száma. Ennek hátterében két fő ok húzódik meg: az ország sok gazdaságtalan vasútvonalon is fenntartja a forgalmat, és utasainak 85%-a kedvezményes menetjegy váltására jogosult (a díjmentesen utazók nagy számáról nem is beszélve). E két ok együttesen odavezetett, hogy a MÁV és GYSEV gazdasági nehézségekkel küzd a személyszállításon keletkező óriási veszteségei miatt. A napjainkra az egyre gyakoribb késés, egyre bizonytalanabb menetidők, rövidebb személyszállító szerelvények és a lassan elöregedő, kevésbe szervizelt géppark/sínrendszer lett jellemző.
A MÁV-START Zrt. 2011-ben 142,1 millió fizető utast szállított. Az utaskilométer mért teljesítménye 1992 óta nemhogy nem csökkent, de még nőtt is. Ebben a budapesti agglomeráció növekvő lakosság száma és a távolsági forgalomban a minőségi InterCity vonatok nagy száma is szerepet játszott.
A MÁV teljesítménye a következő években a gazdasági megszorítások, leépítések, járatritkítások, az öreg és rossz állapotú eszközök ellenére drasztikusan csökkent. A kedvezmények felülvizsgálata és a jegyár drasztikus emelése politikailag elképzelhetetlen, továbbá a budapesti elővárosi körzetben az elviselhetetlen közúti zsúfoltság miatt a színvonaltalan vasút is legtöbbször sokkal gyorsabb eljutást biztosít, mint az autó.
Az EU statisztikáiban a MÁV-ról rendre a fizető utasok száma jelenik meg, vélhetően a többi országról is. Csak míg külföldön legfeljebb a négy év alattiak[forrás?] és a vasutasok utazása díjmentes (az utóbbiaké sem mindig, és főleg nem a családtagokra kiterjesztve), addig Magyarországon ez kiegészül a 65 év felettiek nagyon is aktívan utazó táborával. Így ha például az állam a 65 év felettiek részére jelképes, 90-95%-os mérséklésű menetjegy váltását írná elő, akkor a MÁV statisztikája minden eddigi, egy év alatt bekövetkező utasszám növekedés rekordját megdöntené Európában.[forrás?] A MÁV utasainak száma stabilan 150 millió körül van, így ennek a statisztikákban való megjelenése helyből 25%-os utasszám növekedés lenne. A magyarországi rovat egyébiránt csak a MÁV teljesítményét mutatja, a szintén jelentős személy- és teherforgalmú GYSEV mindig „láthatatlan” marad.
Ha a GYSEV 3,6 millió évi utasszáma nem is változtatná meg alapjaiban a vasúti személyszállítás hazai részarányát, az általa 2003-ban szállított hét millió tonna áru megfelel Dánia vagy Portugália mennyiségének. A GYSEV azonban eredményesen kezdte ki a MÁV árufuvarozási pozícióját, 2003-as teljesítménye 74,5%-kal múlja felül a 2002-es mennyiséget. Így nem arról van szó pusztán, hogy a GYSEV már Budapestig feljár tehervonataival, ez esetben ugyanis csak a tonna kilométer teljesítménye nőtt volna. A GYSEV 3 millió tonnás növekedése a MÁV 0,4 millió tonnás csökkenés mellett következett be, tehát jelentős részben új fuvarról van szó.
A MÁV így 42,6 millió tonna árut szállított. Noha láttuk, hogy ez a mennyiség csak kétharmada a cseh teljesítménynek, ez a vasúti fuvarozás részarányán nem látszik (más a piac mérete): a magyar vasút 26,8%-on áll. Ha az olajvezeték 12,2%-os részarányát és a hajózás 2,7%-ától eltekintünk, akkor a MÁV részaránya 31% felé nő. (Sőt, ha az Adria és Barátság kőolajvezeték nem volna, és az olaj vasúton utazna, a részarány az 50%-ot közelítené.)
A MÁV árufuvarozása nem volt képes gyorsan és hatékonyan reagálni a piac kihívásaira, ezért a magyar állam a már korábban kiszervezett MÁV Cargo eladása mellett döntött. A leányvállalatot az osztrák ÖBB vette meg, majd átkeresztelte Rail Cargo Hungaria névre.

### Infrastruktúra

#### Rendező pályaudvarok
Magyarországi rendező pályaudvarok:
- Budapest–Ferencváros:
  - Gubacsi rendező
  - Keleti rendező
  - Nyugati rendező
- Budapest–Soroksári úti rendező
- Budapest–Rákosrendező
- Celldömölk-Rendező
- Eger-Rendező (megszűnt)
- Eperjeske-Rendező
- Győr-Rendező
- Hatvan Rendező pu.
- Komárom-Rendező
- Miskolc-Rendező
- Pécsbánya-Rendező
- Sopron-Rendező
- Szeged-Rendező
- Szolnok-Rendező
- Szombathely-Rendező
- Törökőr-rendező pályaudvar (megszűnt)
- Záhony-Rendező

### Vasúti kapcsolat más országokkal
- Ausztria – van, azonos nyomtáv, helyenként azonos vagy eltérő áramrendszer 25 kV 50 Hz AC / 15 kV 16,7 Hz AC
- Horvátország – van, azonos nyomtáv, azonos áramrendszer
- Románia – van, azonos nyomtáv, azonos áramrendszer
- Szerbia – van, azonos nyomtáv, azonos áramrendszer
- Szlovákia – van, azonos nyomtáv, helyenként azonos vagy eltérő áramrendszer 25 kV 50 Hz AC / 3 kV DC
- Szlovénia – van, azonos nyomtáv, eltérő áramrendszer 25 kV 50 Hz AC / 3 kV DC
- Ukrajna – van, normál, eltérő nyomtáv, eltérő áramrendszer 25 kV 50 Hz AC / 3 kV DC (nincs villamosított vasúti kapcsolat)

#### Schengeni övezeten belül, határellenőrzés nélkül
- Szlovákia

1. Rajka – Oroszvár
2. Komárom – Révkomárom (csak teherforgalom)
3. Szob – Helemba – Párkány
4. Nógrádszakál – Bussa (csak teherforgalom)
5. Ipolytarnóc – Kalonda (csak teherforgalom)
6. Somoskőújfalu – Fülek (csak teherforgalom)
7. Bánréve – Sajólénártfalva (csak teherforgalom)
8. Tornanádaska – Bódvavendégi (szünetel)
9. Hidasnémeti – Hernádcsány
10. Sátoraljaújhely – Újhely (csak teherforgalom)

- Ausztria

1. Hegyeshalom – Miklóshalma
2. Fertőújlak – Pomogy
3. Sopron – Sopronkertes
4. Sopron – Lépesfalva/Somfalva
5. Kópháza – Sopronkeresztúr
6. Szentgotthárd – Gyanafalva

- Szlovénia

1. Bajánsenye – Őrihodos

- Horvátország

1. Murakeresztúr – Kotor (csak teherforgalom)
2. Gyékényes – Kapronca
3. Magyarbóly – Pélmonostor

- Románia

1. Lőkösháza – Kürtös
2. Nyírábrány – Érmihályfalva
3. Biharkeresztes – Biharpüspöki
4. Kötegyán – Nagyszalonta
5. Tiborszállás – Nagykároly (szünetel)

#### Schengeni övezeten kívül, határellenőrzéssel
- Szerbia

1. Kelebia – Szabadka (2022 óta szünetel, várhatóan 2026-ra újraindul)
2. Röszke – Horgos

- Ukrajna

1. Záhony – Csap
2. Tiszaszentmárton (Eperjeske) – Szalóka (csak teherforgalom számára fenntartott híd)